# Can Fares
Can Fares és una obra noucentista de Fontcoberta (Pla de l'Estany) inclosa a l'Inventari del Patrimoni Arquitectònic de Catalunya.

## Descripció
Can Fares és un edifici de grans dimensions, situat al veïnat del mateix nom. És una construcció formada per un sol cos de planta quadrada i cobert a quatre aigües amb un lucernari al vèrtex del teulat. Presenta una simetria total en cadascuna de les façanes. L'alçada de l'edificació és de planta baixa, que s'adapta al desnivell del terreny i dues plantes pis, més unes golfes. Les obertures estan formades per cinc finestrals a cada façana, lleugerament més junts cap a la part central d'aquesta, les golfes estan ventilades per forats el·líptics. Totes les obertures així com la cornisa i les cantonades estan acabades amb pedra, la resta està fet amb maçoneria vista i ben carejada. A l'exterior està totalment enjardinat.